# Teofano Martinakios
Teofano Martinakios (zm. 10 listopada 893) – cesarzowa bizantyńska od 29 sierpnia 886 roku do śmierci.

## Życiorys
Była córką Konstantyna z rodu Martinakiosów. Była krewną Eudokii Ingeriny, która doprowadziła do jej wyboru na żonę Leona VI Filozofa. Jeszcze za życia Bazylego I Macedończyka została ogłoszona cesarzową jako żona współwładcy. Nie opuściła męża w czasie jego konfliktu z ojcem. Jej małżeństwo nie układało się jednak dobrze, bowiem Leon miał kochankę Zoe Zoutzes. Pobożna Teofana nie zdecydowała się na rozwód. Po śmierci została ogłoszona świętą. Jej relikwie spoczęły w sanktuarium zbudowanego przez jej męża. Miała jedną córkę Eudokię (888-892).